# Flight West Airlines
Flight West Airlines era uma companhia aérea regional australiana com sede em Brisbane, Queensland. Fundada em maio de 1987, operava predominantemente em Queensland. A companhia aérea entrou em liquidação voluntária em 19 de junho de 2001 antes de ser vendida para Queensland Aviation Holdings, a empresa-mãe da Alliance Airlines em abril de 2002. O slogan da empresa é Jetting into new territory.

## História
A Flight West Airlines foi fundada por Sir Dennis Buchanan em 1987 para operar serviços de passageiros subsidiados para comunidades remotas em contratos com o Governo de Queensland.
Inicialmente, a companhia aérea usou aeronaves Beechcraft Super King Air nesses serviços a partir de uma base em Brisbane e depois expandiu rapidamente, adicionando DHC-6 Twin Otters e um EMB 110 à frota. Uma segunda base foi estabelecida em Cairns. Logo estava operando a mais extensa rede de rotas em toda a região de Queensland.
Com bases em Brisbane, Townsville e Cairns, atendeu grandes cidades e pequenas comunidades regionais em todo o estado, incluindo comunidades na Península de Cape York e no Estreito de Torres, nas principais cidades e ilhas costeiras e cidades e vilas no oeste de Queensland.
A companhia aérea era afiliada (mas independente da) Ansett Australia Airlines que encerrou suas operações em 14 de setembro de 2001. Antes de entrar em liquidação em junho de 2001, a Flight West atendia 34 destinos e empregava mais de 420 funcionários.

### Colapso
Em 16 de junho de 2001, a companhia aérea foi colocada em liquidação voluntária e a PricewaterhouseCoopers foi nomeada para administrar a empresa. A Ansett anunciou no dia 27 de junho que iria arrendar oito das aeronaves da empresa e reiniciar 16 rotas com vigência imediata. Em 13 de setembro de 2001, a própria Ansett entrou em colapso, interrompendo novamente os serviços da Flight West. Após extensa reestruturação, a companhia aérea foi colocada à venda em 29 de setembro de 2001. Em um esforço para revitalizar a companhia aérea, o governo australiano anunciou em 6 de novembro que iria subscrever os custos operacionais da companhia aérea por três meses. A companhia aérea iniciou voos entre Gladstone e Brisbane em 17 de novembro de 2001. Depois que a companhia aérea não conseguiu vender, ela foi colocada na Administração Voluntária em 4 de dezembro de 2001.
Em 16 de abril de 2002, foi anunciado que Queensland Aviation Holdings havia comprado a Flight West Airlines e pretendia reestruturar a empresa sob um novo nome, Alliance Airlines. A maior parte dos bens da Flight West, incluindo os jatos Fokker, foram comprados e os Embraer EMB 120s foram vendidos. Alliance Airlines operou o Fokker 100s em rotas charter selecionadas de Brisbane, Townsville e Mount Isa por um período de tempo antes de suspender esses serviços regulares e operar serviços charter.

## Frota

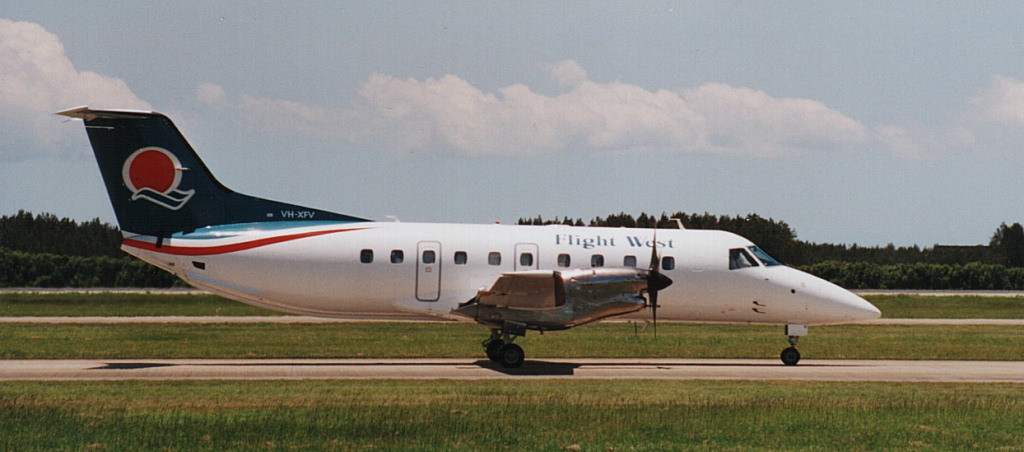
Um Embraer 120ER Brasilia no Aeroporto de Brisbane em dezembro de 1999.

Em meados da década de 1990, a frota era composta por Beechcraft King Airs, DHC-6 Twin Otters, de Havilland Canada Dash 8s, Embraer EMB 110s e EMB 120s. No final da década de 1990, a companhia aérea se desfez dos Twin Otters e dos EMB 110. Ela adquiriu Jetstream J32s e aeronaves a jato na forma de três ex-Ansett Fokker F28s, seguido logo depois por dois Fokker 100s mais novos.
Na suspensão dos serviços, a Flight West operou uma frota de 16 aeronaves a jato e turboélice.
| Aeronaves              | Total | Notas |
| ---------------------- | ----- | ----- |
| Jetstream 32ER         | 4     |       |
| Embraer 120ER Brasilia | 7     |       |
| Fokker F28-4000        | 3     |       |
| Fokker 100             | 2     |       |